# أوغو بيرنار ماريه
أوغو بيرنار ماريه (بالفرنسية: Hugues-Bernard Maret) (1763 - 1839): هو رئيس الوزراء الفرنسي ووزير الداخلية لمدة ثمانية أيام، منذ 10 نوفمبر 1834 وحتى 18 نوفمبر 1834.